# 手印
手印（羅馬化：mudrā），又叫印相、印、印契、密印、契印，為印度教及佛教術語，係以兩手擺成特定的姿勢，用來象徵特定的教義或理念，或在參與宗教儀式時發生某種形而上的作用。

## 概述
佛教一般可列出36種主要手印，12種單手手印和24種雙手手印。佛教金剛乘中，一般可以看到12種主要手印。中国密宗列出八大手印：法輪印、施法印、金剛印、金剛界印、金剛薩埵所結手印、無量光佛所結手印。其中，釋迦牟尼佛的“釋迦五印”爲佛教三大流派共通的手印。
印度教密宗和瑜伽派共列出108种不同的手印，其中常用的有54种。

## 釋迦五印
釋迦牟尼佛的五種手印為佛教各派共同認可，其意義也大致相同，只是在各個宗派之間會有一些細微的區別。

### 禪定印
禪定印是佛陀入於禪定時所結的手印，或可稱為定印、法界定印。如果只有左手，也可稱為定印、等持印。持此印者有釋迦文佛、阿彌陀佛（無量壽佛）、药师佛、彌勒菩薩等。
姿势
雙手平伸，手心向上，通常右手在上，两拇指指端相拄，交互疊放於兩腿間。
示例

日本高德院的镰仓大佛
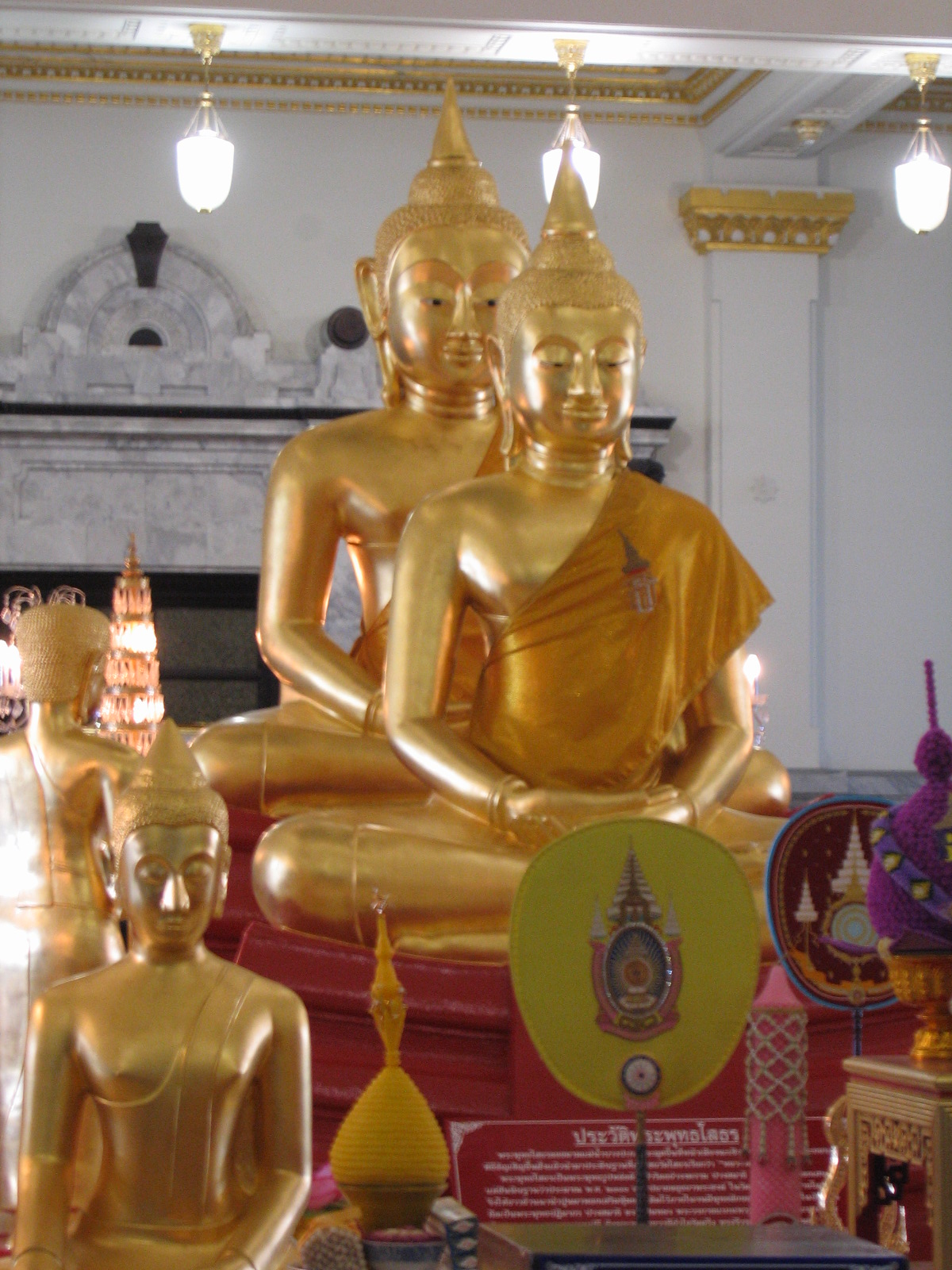
泰国的索通佛
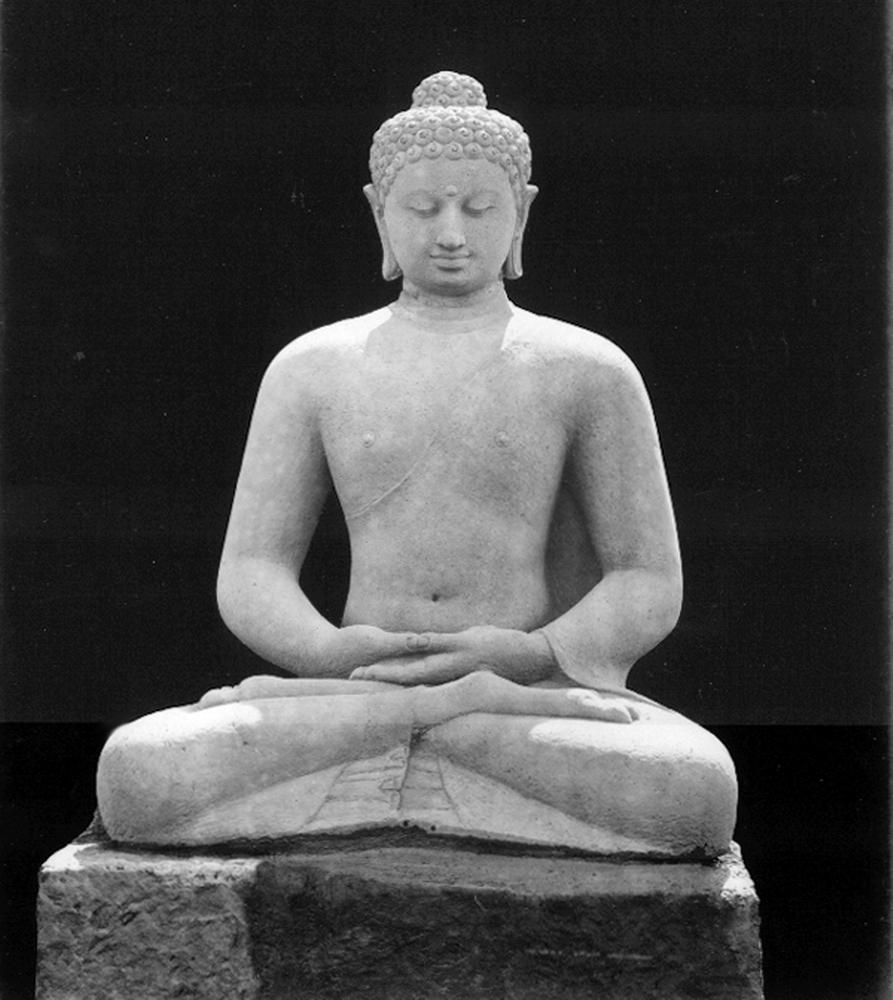
印尼婆罗浮屠的阿弥陀佛像
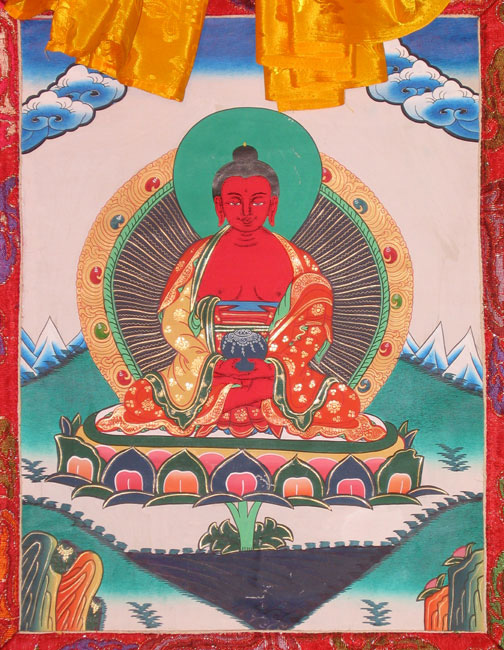
藏傳阿彌陀佛唐卡

### 說法印
說法印，又名「轉法輪印」，持此印者有釋迦文佛、彌勒尊佛等。
示例

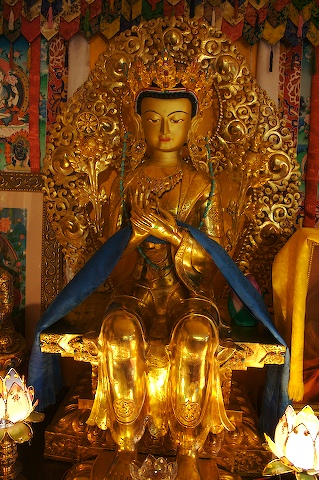
藏传弥勒菩萨塑像
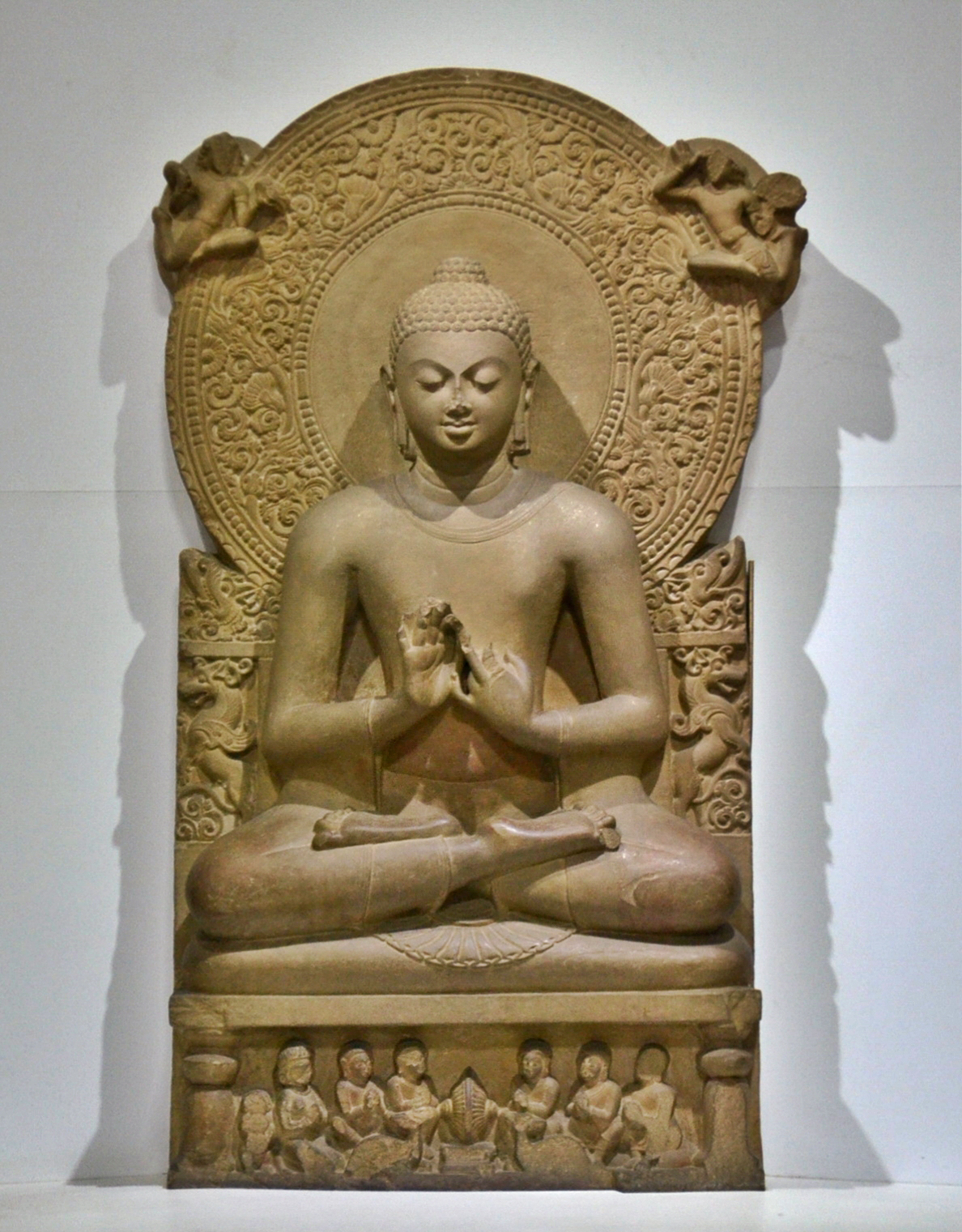
印度鹿野苑释迦牟尼佛像
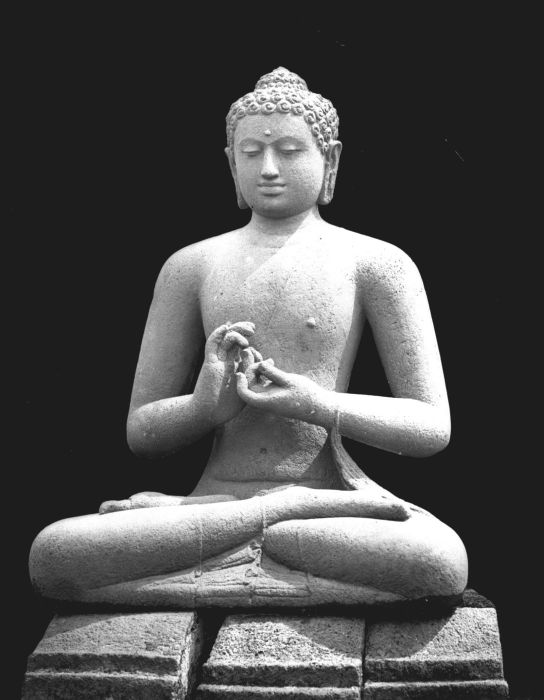
说法印的另一种形式，印尼婆罗浮屠

### 觸地印
觸地印又稱證悟印或降魔印。釋迦牟尼佛在證悟時，受魔王波旬干擾，魔王波旬提問：「誰可為你做證你已經開悟？」 釋迦牟尼佛即以右手觸地並說：「大地可以為我作證！」 隨即堅牢地神出現為釋迦牟尼佛證明他已經成就佛道，魔王才退去。
持此印者有釋迦牟尼、阿閦如來等。
姿势
右手自然下垂，手心向內，置於右膝蓋與小腿腹之間，中指觸地。
示例

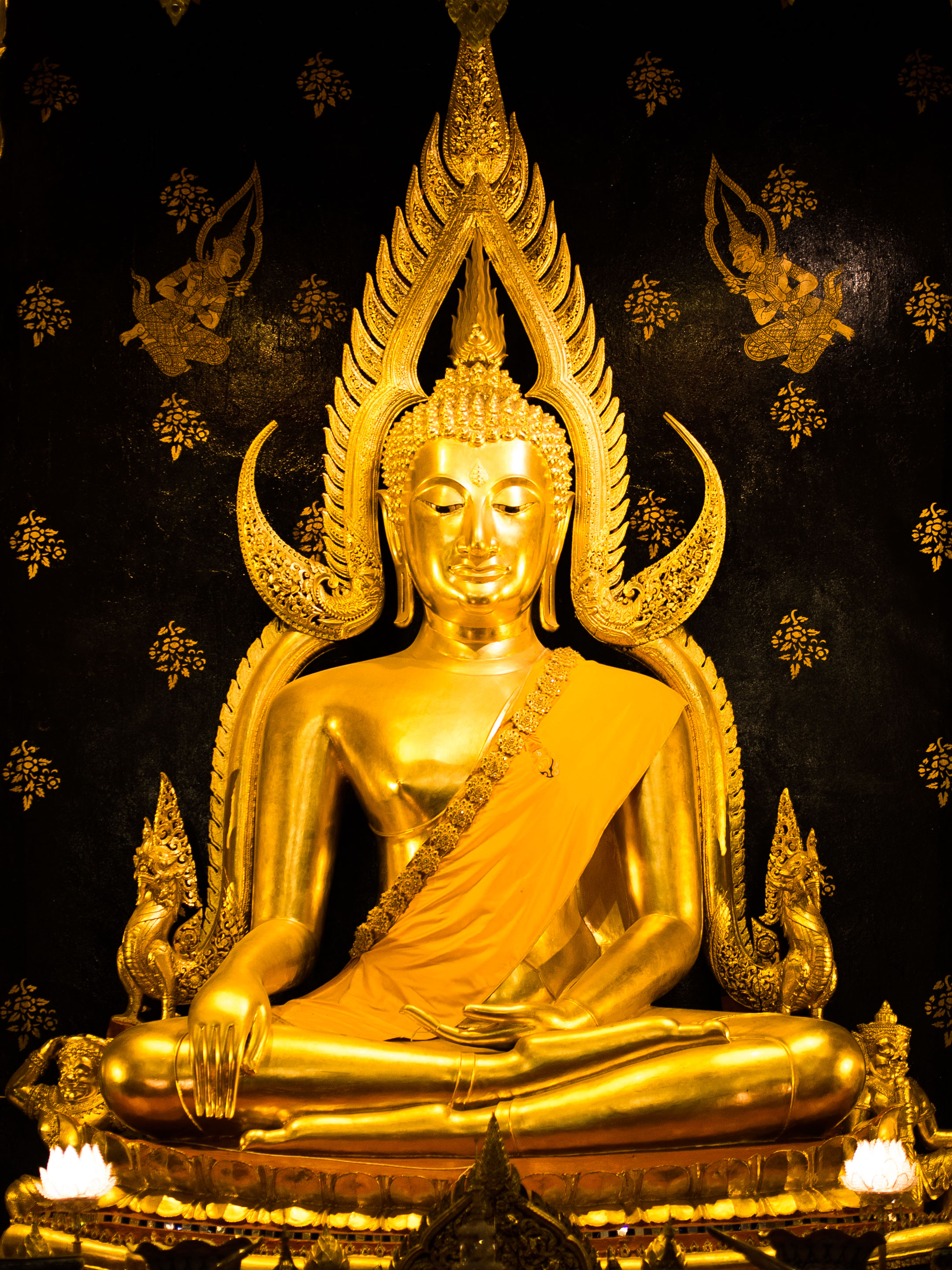
泰国的成功佛
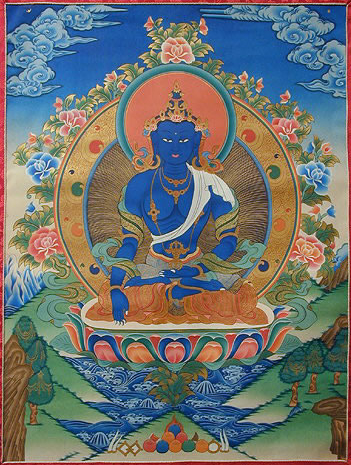
阿閦佛唐卡

### 施無畏印
施無畏印，意为“无惧、无畏”，来自否定前缀a-加上bhaya（“害怕、恐惧、怖畏”，词根为bhī）。
据说能使众生心安，无所畏怖，所以称为施无畏。
屈手上举于胸前，手指自然舒展，手掌向外。
这一手印表示了佛为救济众生的大慈心愿。
示例

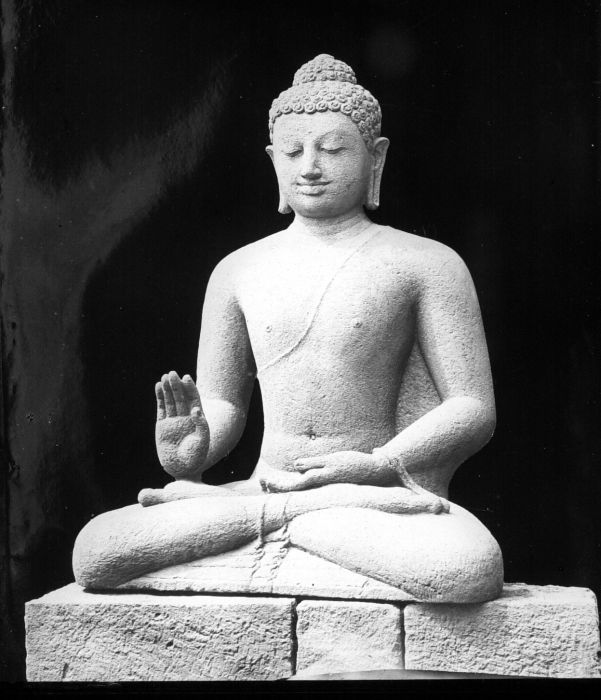
印尼婆罗浮屠的不空成就佛
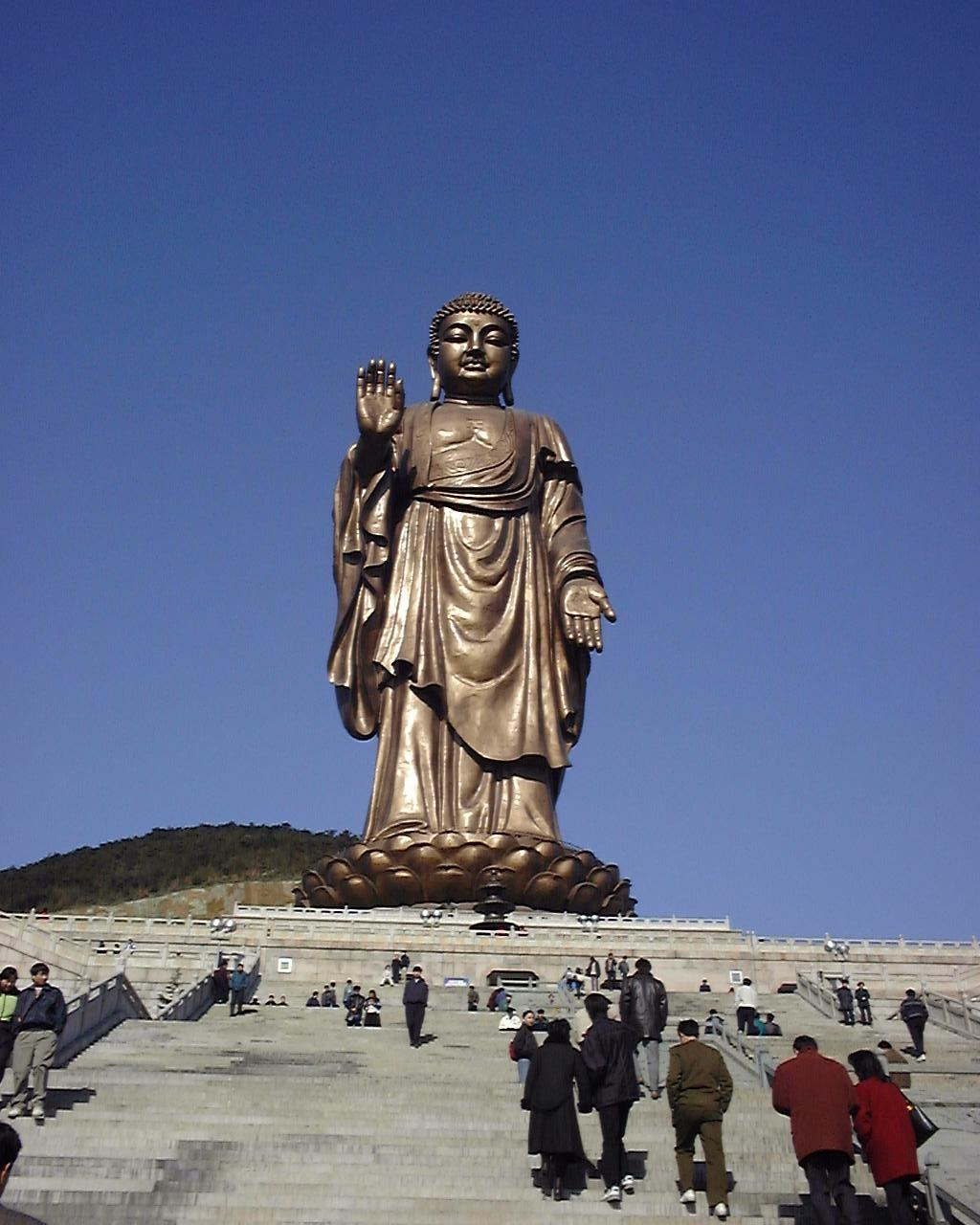
灵山大佛
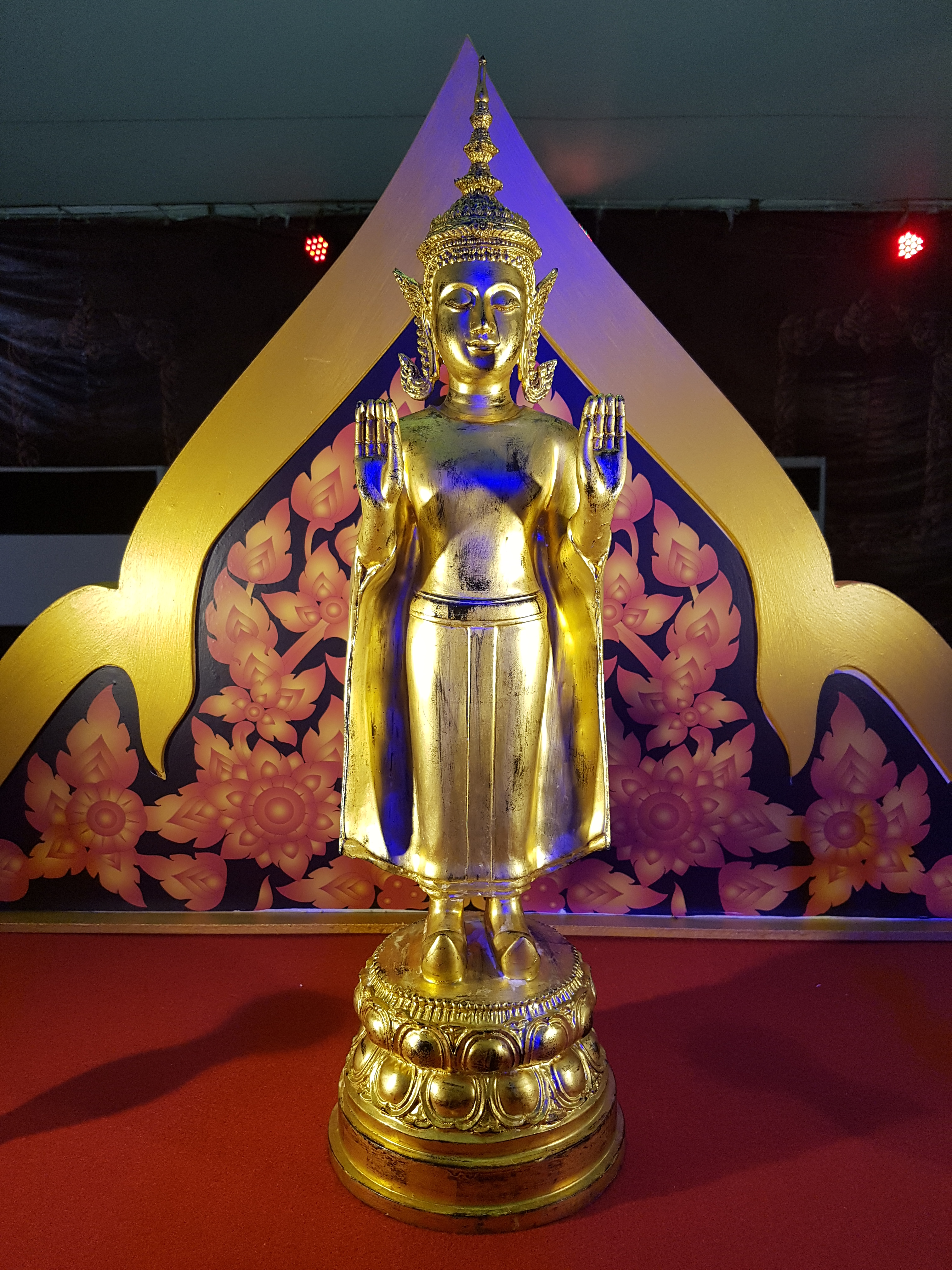
老挝国宝勃拉邦佛
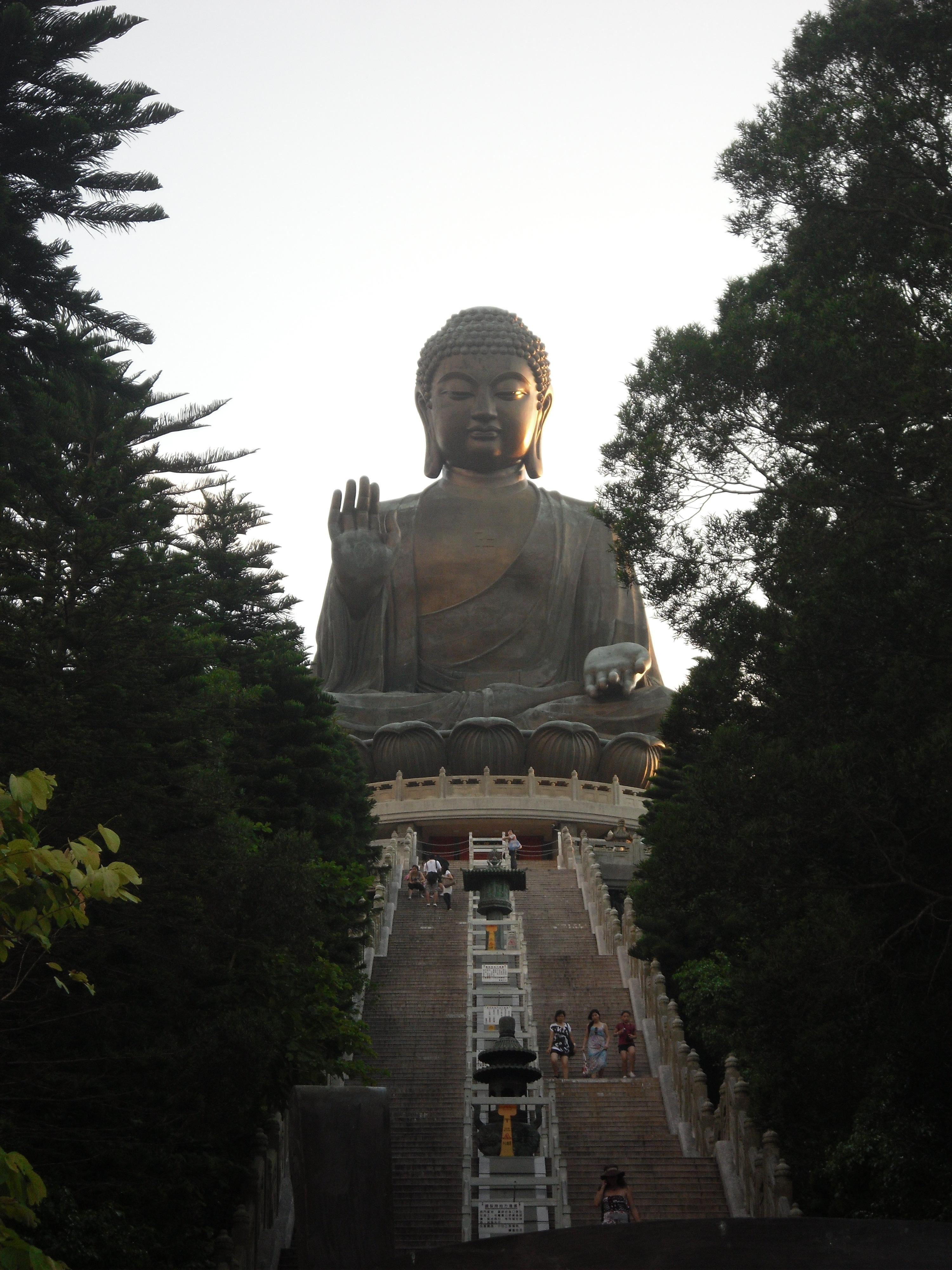
香港天坛大佛
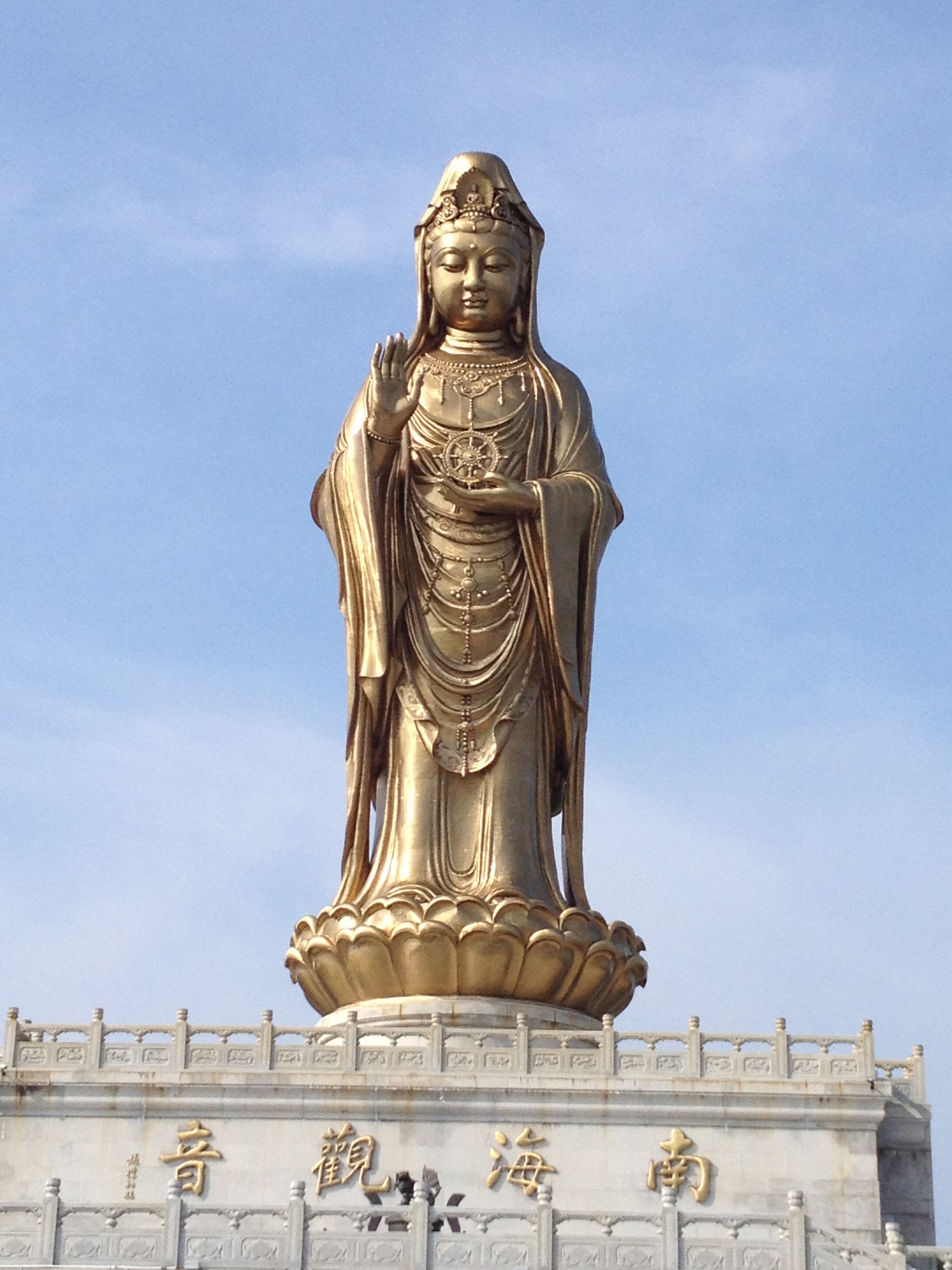
普陀山南海观音立像

### 与願印
与願印又稱施予印、施願印或佈施印。持此印者有藥師佛、觀音、綠度母、白度母等。
含义
表示以普度眾生的慈悲心施與，給予眾生所需，滿足眾生所願的意思。
姿勢
右手自然平伸下垂，手心向上。
示例

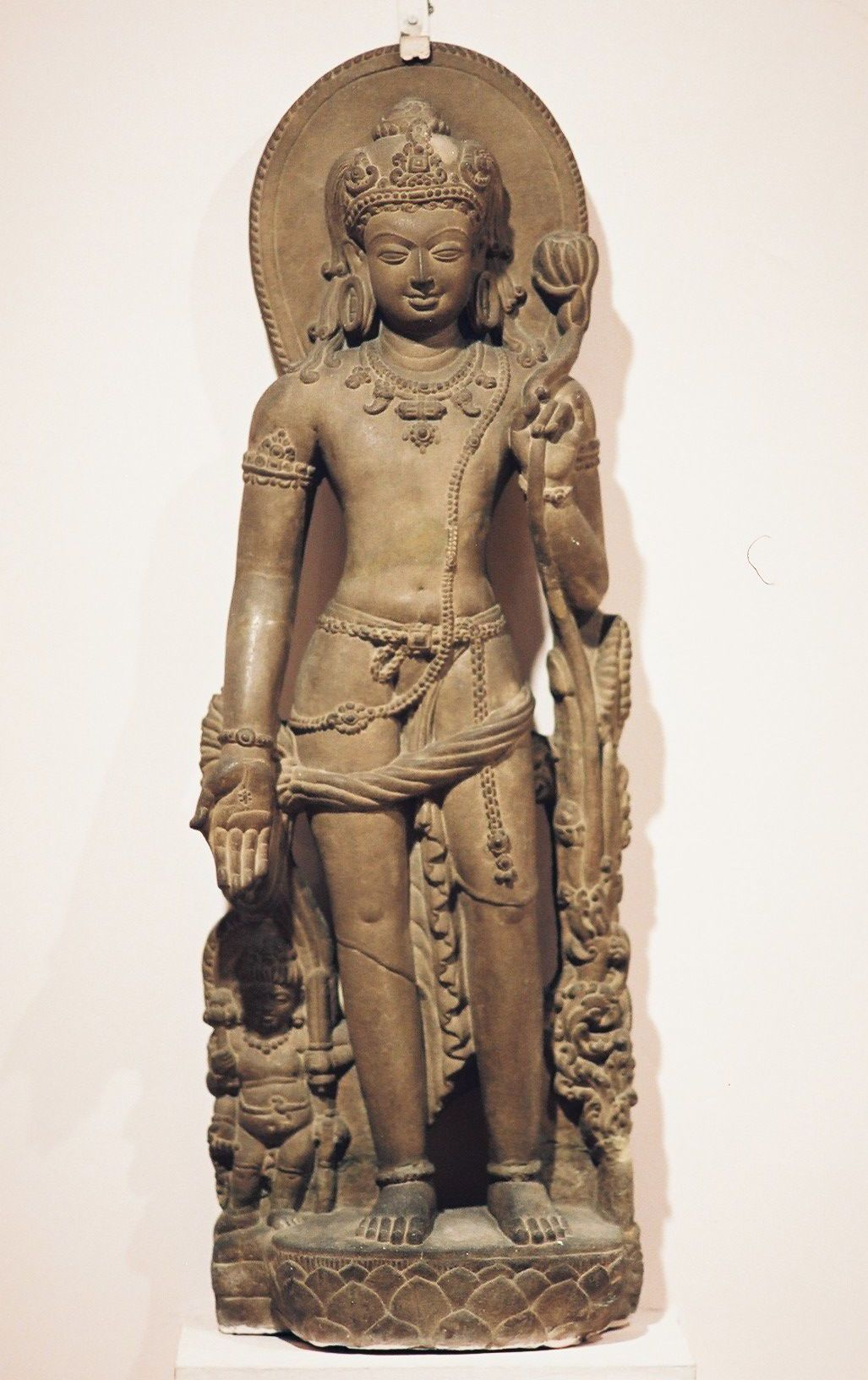
來自那爛陀寺的波羅王朝公元9世紀的觀音菩薩像，現藏於印度新德里国立博物馆
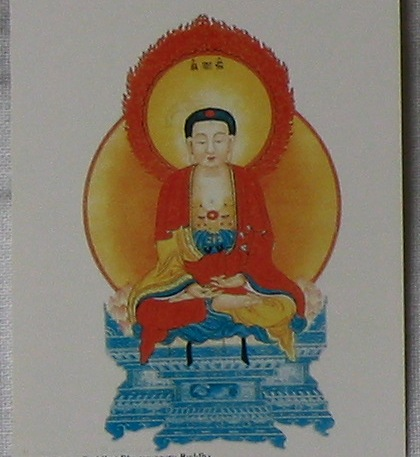
清朝画风的藥師佛，载于《藥師琉璃光如來本願功德經》扉页
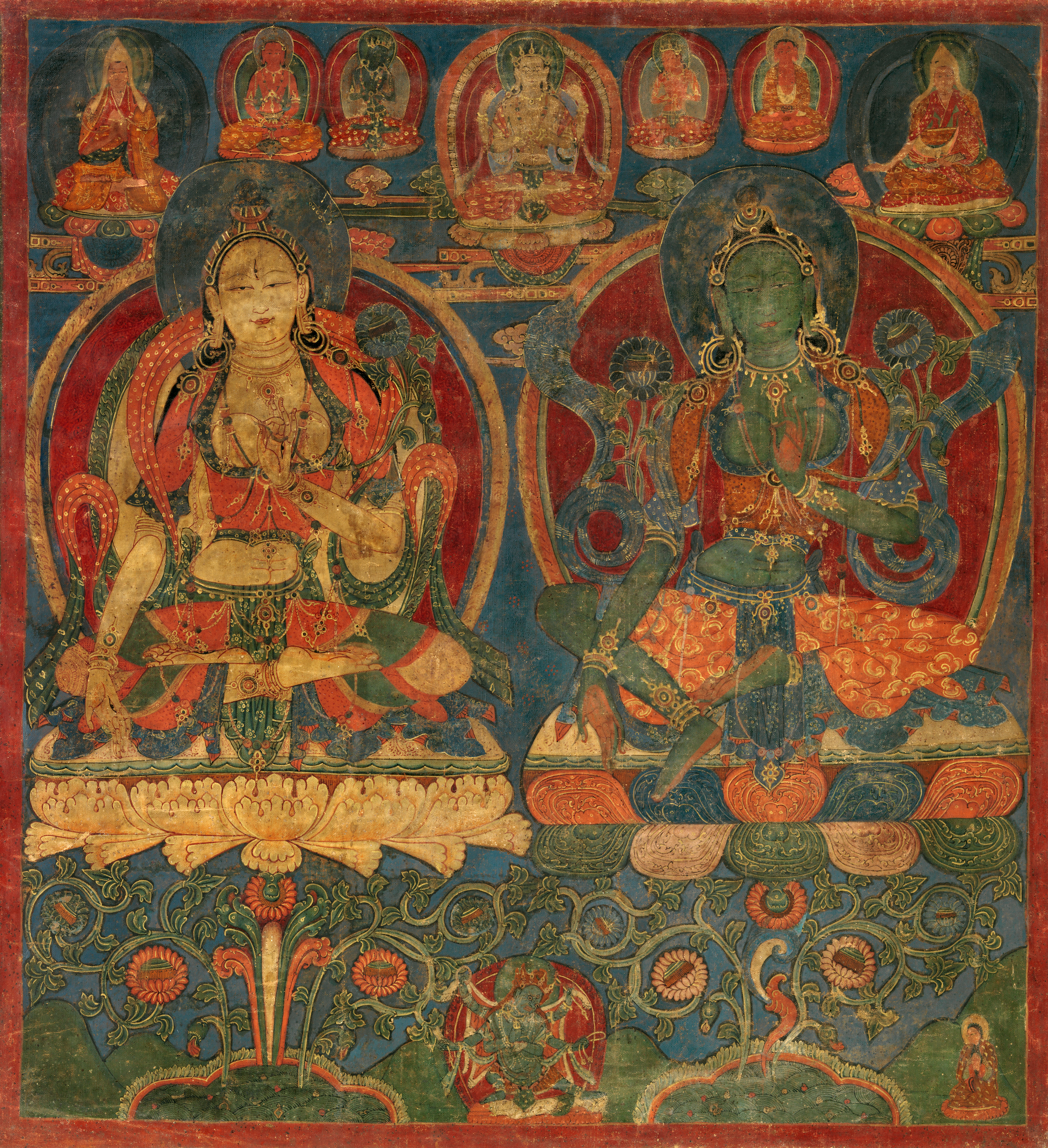
白度母和绿度母

## 其他手印

### 皈依印
皈依印又稱施依印、護法印或三寶印。持此印者有菩薩、觀音、度母等。
姿势
左手拇指的指尖輕觸小指以外任一指的指尖，其它三指自然抬起。
含义
翘起的三指代表皈依佛、法、僧三寶。
示例

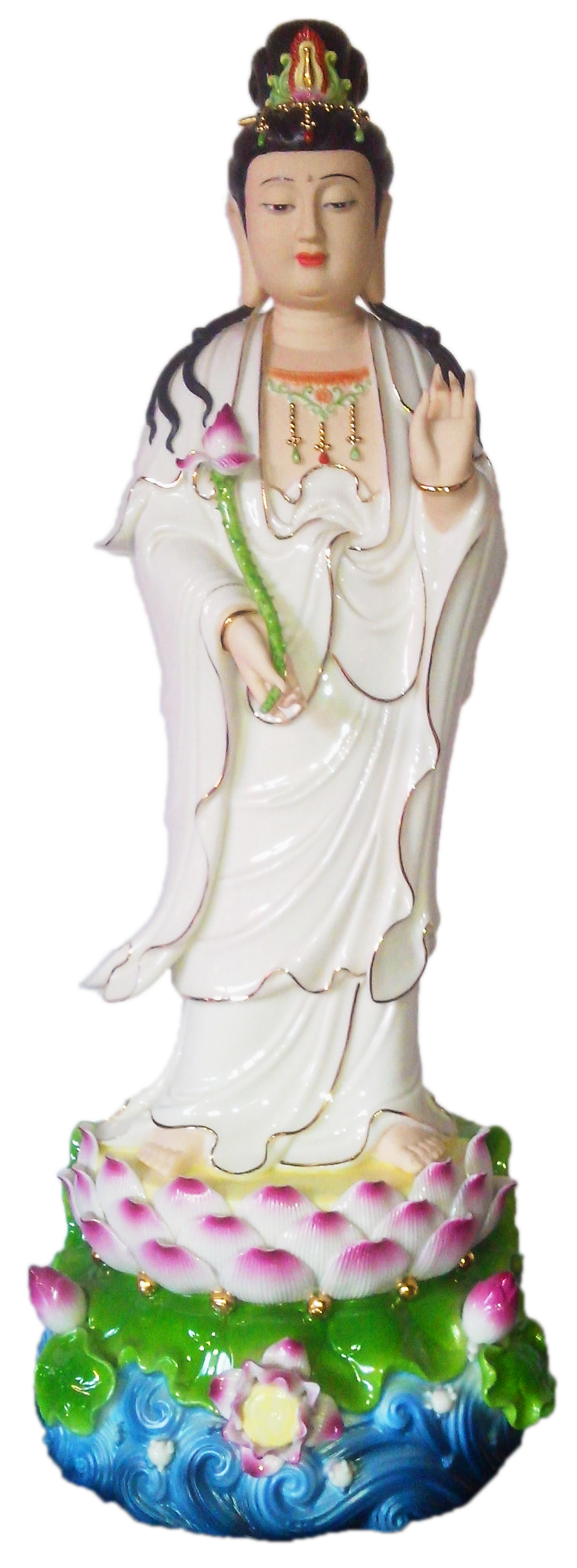
左手结皈依印的大势至菩萨像
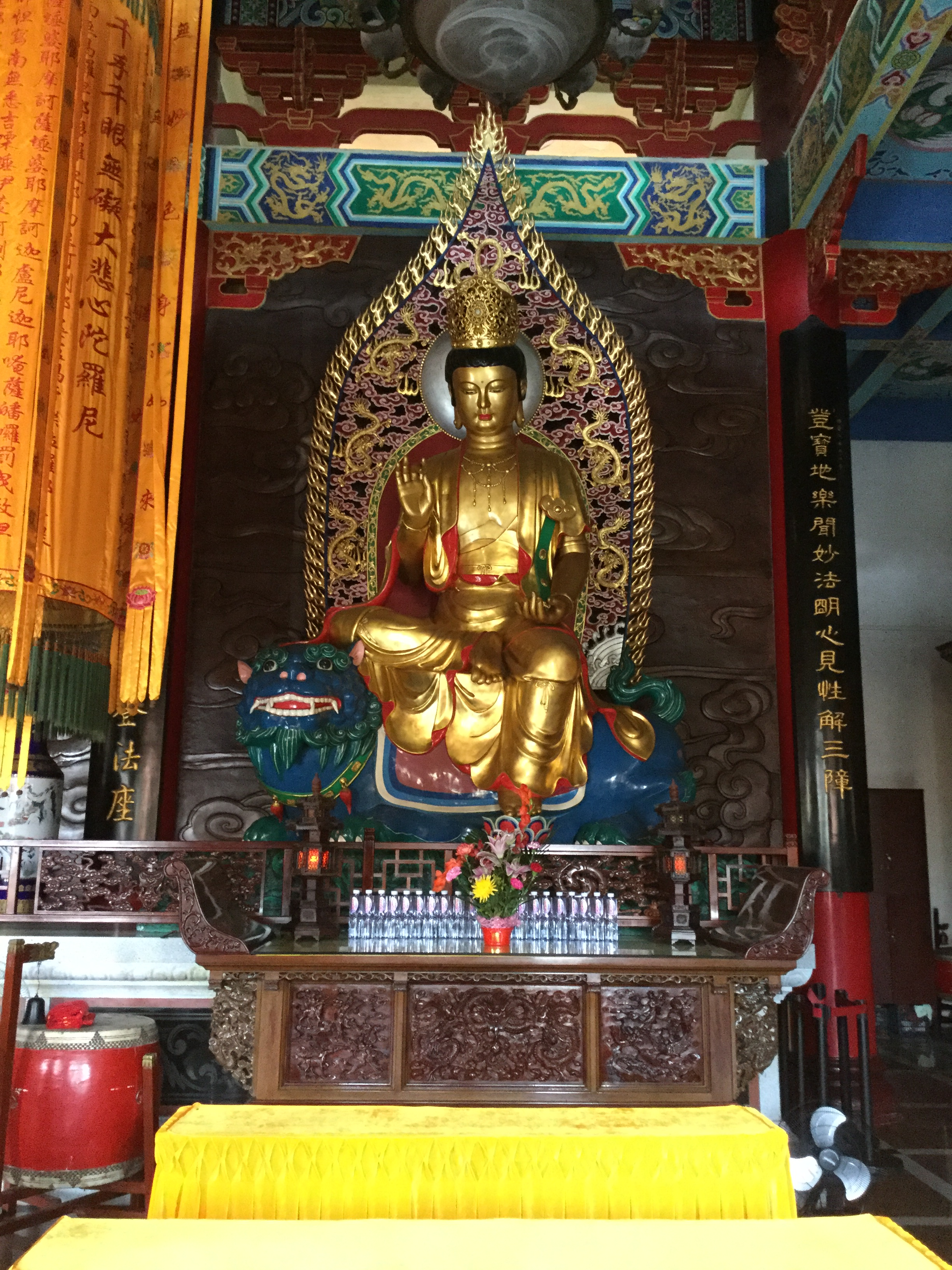
汕头市天坛花园九天禅院的文殊菩萨像
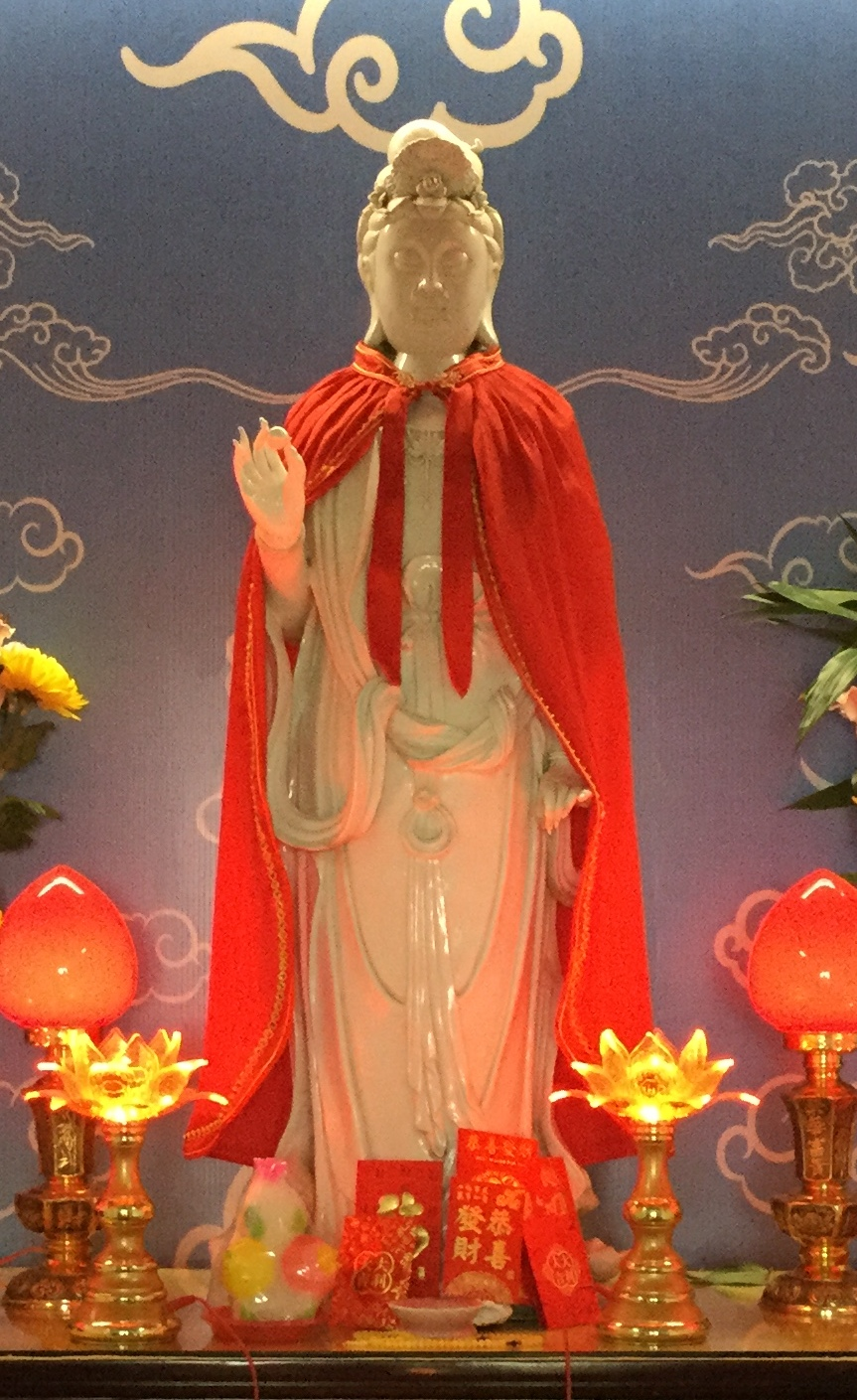
揭阳市塘埔观音像
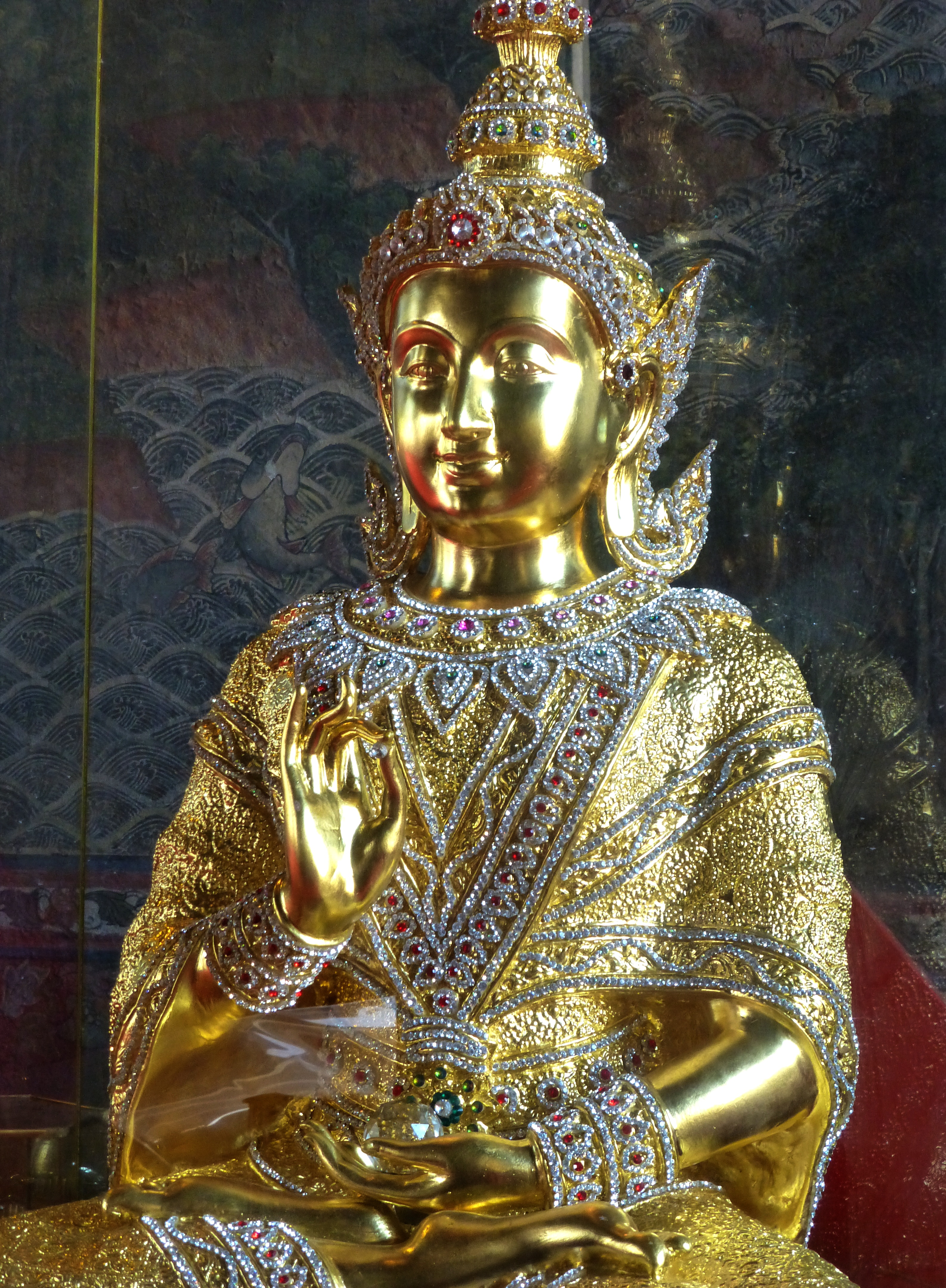
泰国曼谷苏泰寺的帕笋崔湾妮坐像

### 智拳印
智拳印，以兩手分別作金剛拳（以四指握拇指於掌中，稱為金剛拳），再以右拳握左手食指於胸前，據說此印相表示消滅無明煩惱，能得佛智慧。
持此印者有金刚界大日如来、一字金轮佛顶、佛眼佛母等。
示例

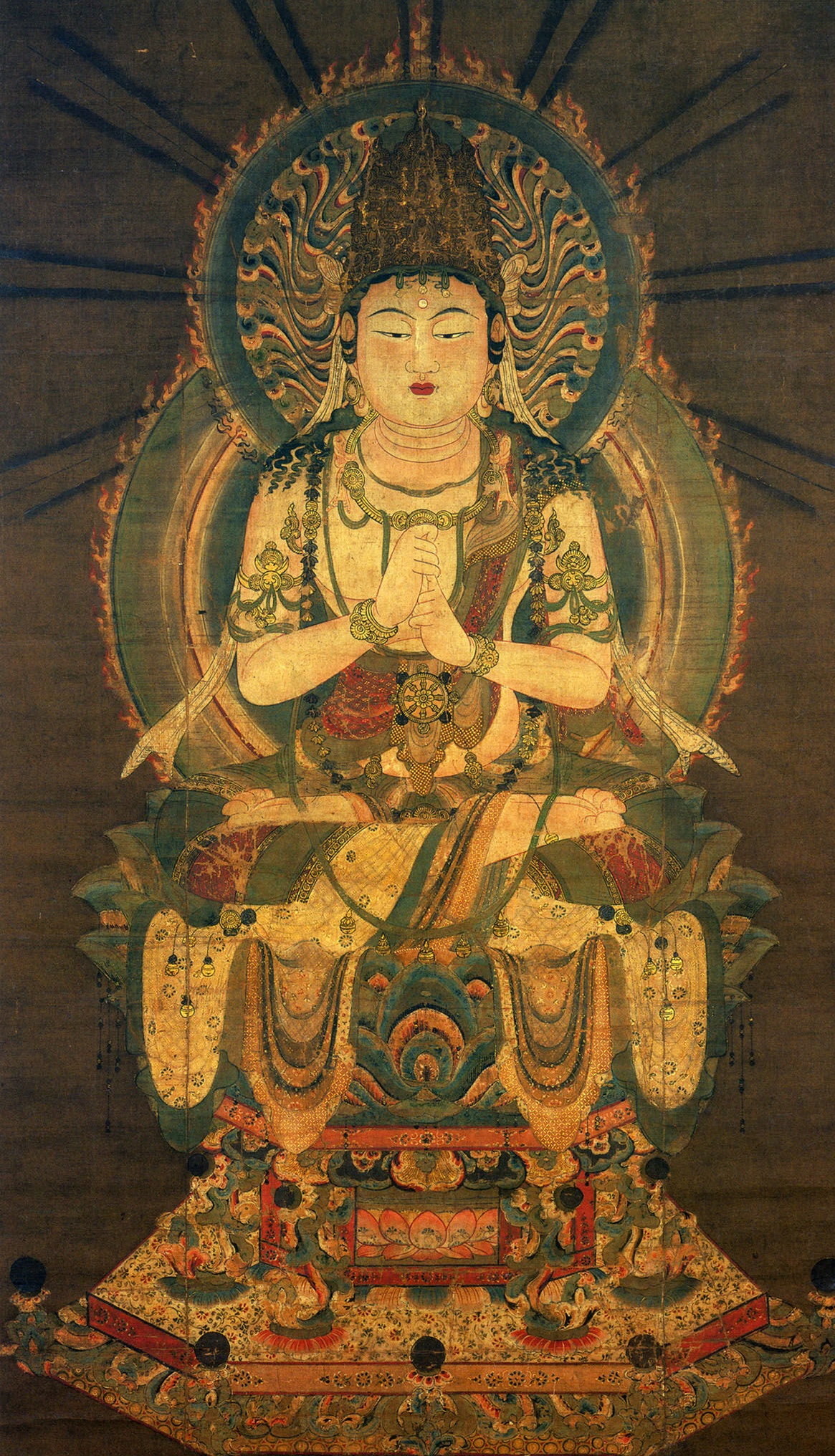
大日如来坐像，现藏根津美术馆。
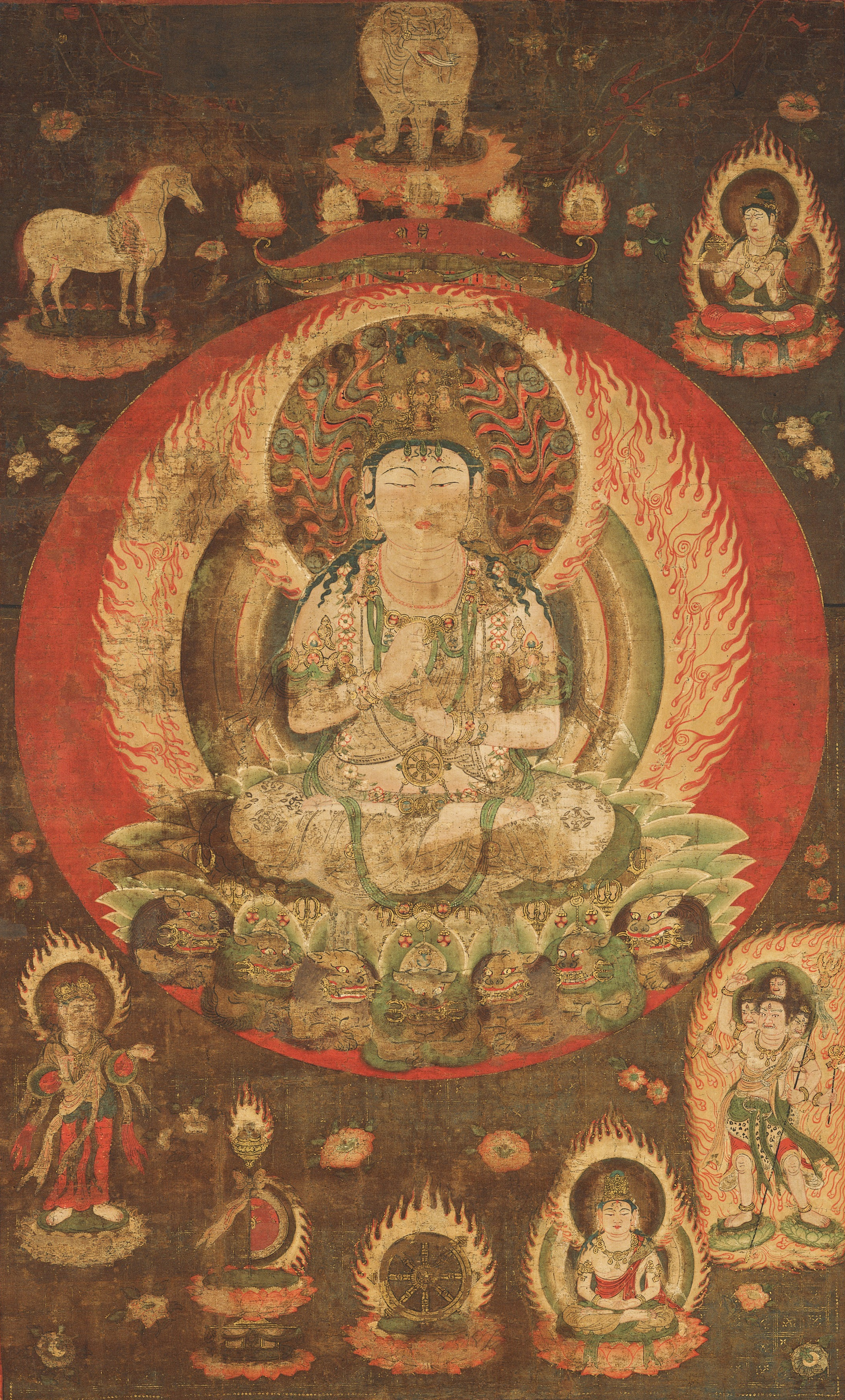
一字金轮佛顶

### 期克印
期克印，拇指與中指相抵成圓，豎食指。此印也是密宗的降魔印。

### 合十
合十為日常生活中最常見的手印，出家人打招呼時常做此印，姿勢是雙手當胸，十指自然舒展相合，手心中央形成空穴，如捧物狀。除了表示禮敬、虔誠外，也隱含著證悟空性、相印、無二無別。
持此印者有千手觀音、四臂觀音、龍王等。
示例

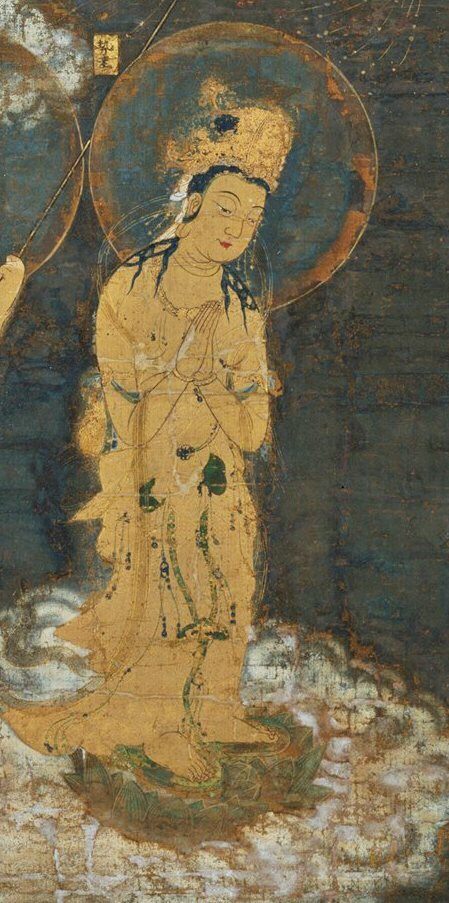
大势至菩萨接引像
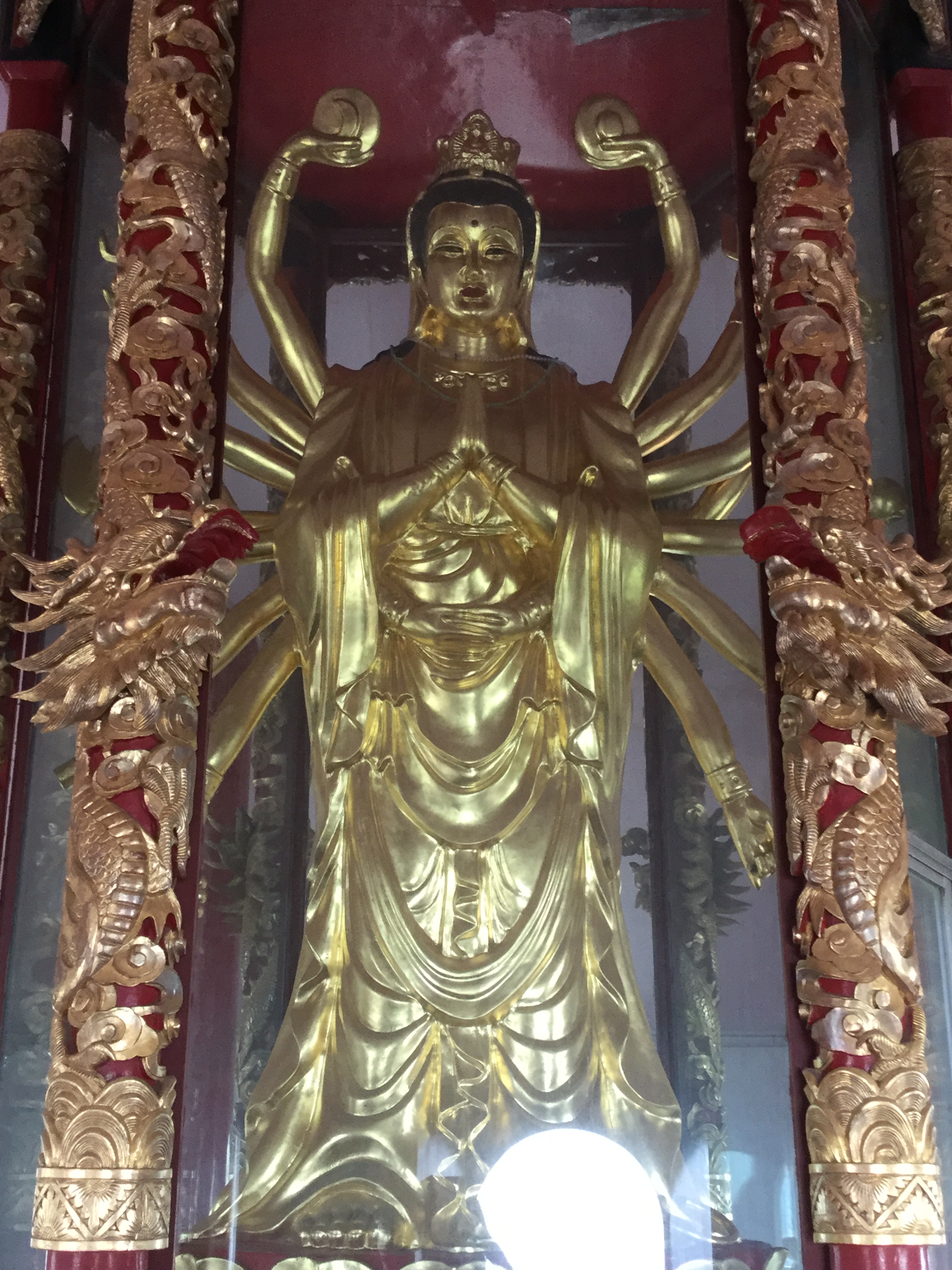
汕头市天坛花园九天玄女宝塔塔顶的千手观音像
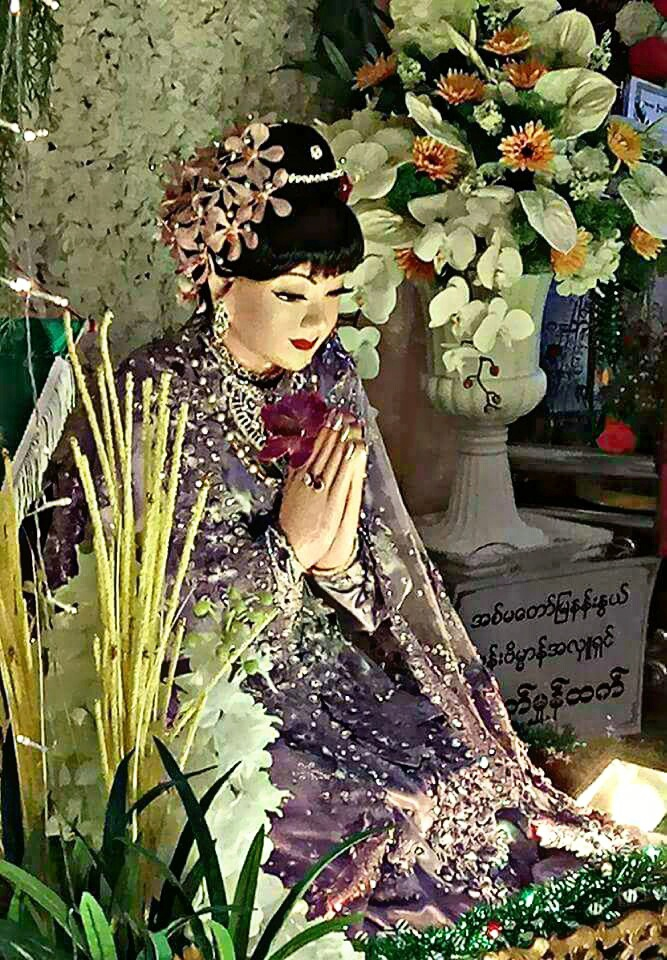
缅甸仰光波德堂佛塔的许愿女神像
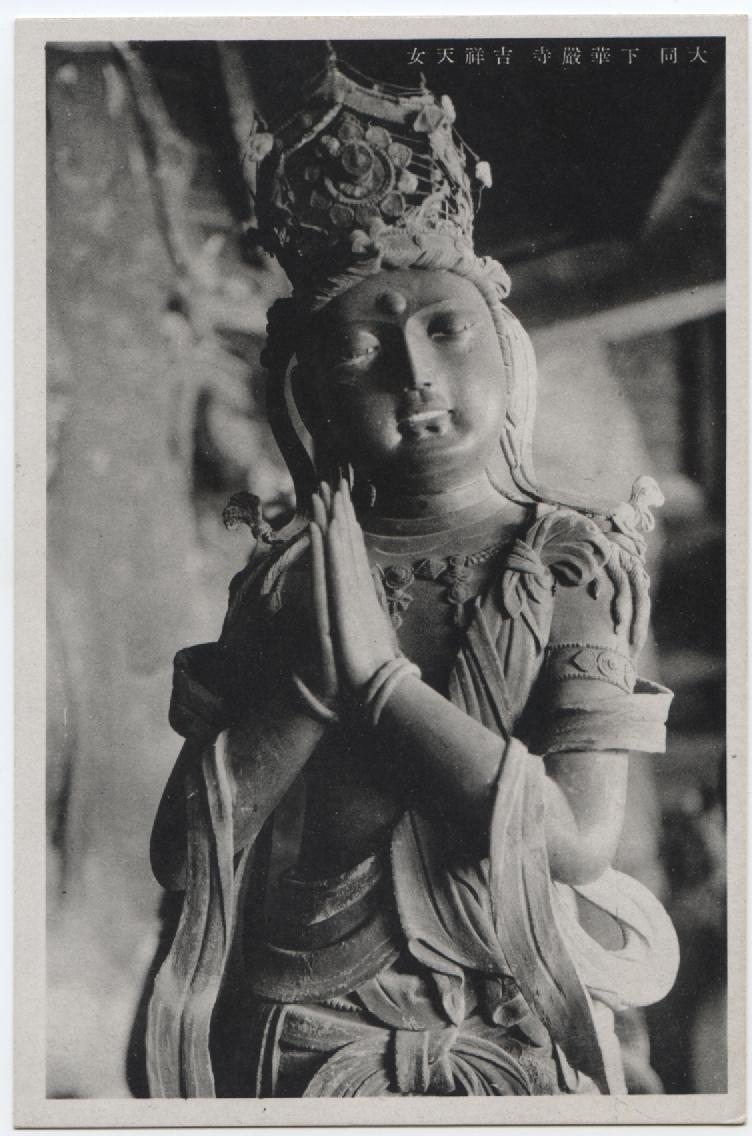
山西大同华严寺的合掌露齿菩萨像
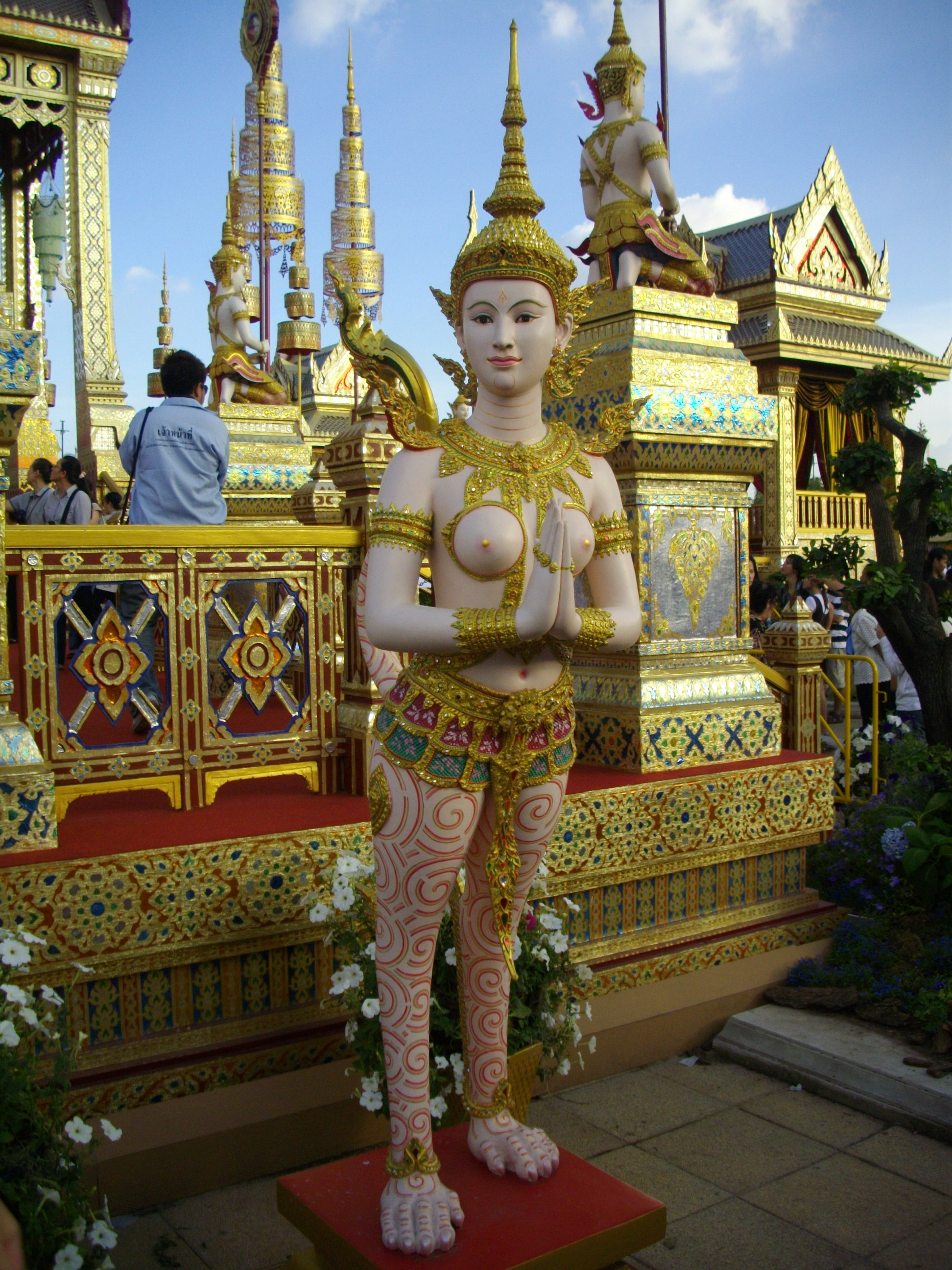
甘拉亚妮·瓦塔娜皇家火化台的半人半狮塑像

### 其他参考资料
- 略述佛教中的手印。《香港佛教》。
- 手印書籤。台北：卡廬。
- 全佛編輯部編（2000）。佛教的手印。台北：全佛。ISBN 957-8254-84-9。
- 全佛編輯部編（2000）。密教的修法手印上：十八道法．金剛界法。台北：全佛。ISBN 957-8254-85-7。
- 全佛編輯部編（2000）。密教的修法手印下：胎藏界法．護摩法。台北：全佛。ISBN 957-8254-86-5。
- 弘學編著（2003）。佛教諸尊手印。成都：巴蜀書社。ISBN 7-80659-515-5。